# Croton subcompressus
Croton subcompressus är en törelväxtart som beskrevs av Johannes Müller Argoviensis. Croton subcompressus ingår i släktet Croton och familjen törelväxter. Inga underarter finns listade i Catalogue of Life.